# Gnaphalostoma
Gnaphalostoma là một chi bướm đêm thuộc họ Tortricidae.

## Các loài
- Gnaphalostoma nivacula Diakonoff, 1976